# YF-77
Le YF-77 est un moteur-fusée chinois à ergols liquides de 70 tonnes de poussée développé dans les années 2000 pour la nouvelle famille de lanceurs Longue Marche 5 dont le premier lancement a eu lieu le 3 novembre 2016. Le YF-77, qui est le plus puissant des moteurs cryogéniques hydrogène liquide/oxygène liquide fabriqué par la Chine, L'YF-77 utilise un cycle ouvert à générateur de gaz. Le moteur est fabriqué par l'Académie de technologie aérospatiale de la propulsion liquide (AALPT).

## Caractéristiques techniques
Le YF-77 brûle un mélange cryogénique hydrogène liquide/oxygène liquide avec un ratio oxygène/hydrogène de 5. Deux exemplaires du YF-77 sont utilisés pour propulser le premier étage du lanceur Longue Marche 5. Les caractéristiques du moteur répondent aux objectifs suivants : un coût peu élevé, une bonne fiabilité  et des performances modestes. Pour cette raison les ingénieurs chinois ont retenu un cycle ouvert à générateur de gaz et choisi de propulser l'étage du lanceur avec deux moteurs identiques plutôt qu'un seul moteur d'une puissance double. La chambre de combustion est refroidie par un système régénératif tandis que la tuyère l'est par fluide perdu. La pression dans la chambre de combustion est de 102 bars. Le moteur étant destiné à fonctionner durant toute la phase propulsée, le rapport d'expansion de la tuyère  est de 49, compromis destiné à permettre au moteur de fonctionner au sol sans décollement des flux tout en garantissant de bonnes performances dans le vide. Le moteur fournit grâce à un échangeur de chaleur de l'hydrogène et de l'oxygène gazeux pour mise sous pression des réservoirs. Son impulsion spécifique est de 310 secondes au niveau de la mer et de 430 secondes dans le vide. La poussée du moteur, qui n'est pas modulable, est de 510 knewtons au niveau de la mer et de 699 kN dans le vide (environ 140 tonnes pour les deux moteurs). L'orientation de la  poussée des deux moteurs peut être modifiée de manière indépendante selon deux axes grâce à deux vérins ce qui permet de contrôler l'étage en tangage, roulis et lacet. Le temps de combustion est de 520 secondes et la fiabilité est de 0,9999. L'ensemble formé par les deux moteurs est haut de 4,2 mètres avec un encombrement maximal de 5 m en largeur et pèse 2,7 tonnes.

## Historique
Le développement du YF-77 constitue un changement d'échelle par rapport au YF-75 qui était jusque-là le plus puissant des moteurs-fusées chinois  utilisant le mélange cryogénique hydrogène liquide/oxygène liquide : le YF-77 a une poussée 9 fois supérieure et la pression dans sa chambre de combustion est augmentée d'un facteur 2,7. Le développement du YF-77 est lancé  en 2002 par le COSTIND organisme chargé de superviser le développement du programme spatial chinois. La conception du moteur est confiée à l'Institut de Propulsion aérospatiale de Pékin, division de l'Académie de technologie aérospatiale de la propulsion liquide (AALPT) constructeur attitré des moteurs-fusées à ergols liquides. La mise à feu du premier prototype est réalisée en septembre 2004. Fin septembre 2013 le moteur a accumulé  24 000 secondes de fonctionnement dans le cadre de 70 tests effectués sur 12 engins.  